# Jānis Krūmiņš
Jānis Krūmiņš (župa Raiskums, Latvija, 30. siječnja 1930. - Riga, 20. studenoga 1994.), latvijski bivši košarkaš 

## Vanjske poveznice
- FIBA
- FIBA
- Foto: Janis Kruminš protiv Jean-Claudea Lefebvrea
- Sports-reference  Arhivirana inačica izvorne stranice od 17. travnja 2020. (Wayback Machine)